# Гарытапа
Гарытапа (азерб. Qarıtəpə), до 1992 года Параватумб (азерб. Paravatumb) — село в Кагарцинском сельском административно-территориальном округе Ходжавендском районе Азербайджана.

## Этимология
Название села могло записываться в документах как Барабатум, Параватум, Бараватум, Каритапа, Гаритепе.
Полное название села было Гиши Параватумб (азерб. Qişi Paravatumb). Название села переводится с армянского как «старый холм», от слов «парав» (арм. պառավ  — «старый») и «тумб» (арм. թումբ — «холм, насыпь»). На территории Азербайджана существуют сёла с похожими названиями: Гаравултомба в Кедабекском районе и Думбатепе в Шекинском районе. Согласно азербайджанским авторам, в тюркских языках гара (азерб. qara) означает «чёрный» или «старый».
До 1930-х годов на территории Грузии также было зарегистрировано поселение под названием Гаратепе (район Гардабани).
У местного население существовал рассказ, связанный с названием села «Параватумб». Однажды некий полководец проезжал со своим войском мимо поля (село Хнум, арм. Հնում — «старый»), на котором старуха жала пшеницу. Увидев, что старуха работает одна, он приказал всем своим воинам сжать по охапке. В течение одной минуты пшеница была собрана, и войско продолжало свой путь. Через некоторое время полководец, потерпев поражение, возвращался во дворец. Проезжая мимо дома старушки, он увидел, что она печёт лаваш. Полководец попросил угостить его, но она отказала ему. Тогда он приказал каждому воину бросить на старуху одну горсть земли. Войны выполнили приказ, отчего образовался большой холм, под которым были погребены старуха и её дом (арм. «թմբի տակ»). Позже здесь было основано село, получившее название Параватумб – «холм старухи». Следующая версия названия села, также по мнению местных жителей, связана с выходцами из села Параватумб в Капане, которые назвали село по своему старому месту жительства.
Решением Милли Меджлиса Азербайджанской Республики от 29 декабря 1992 года № 428 село Параватумб Ходжавендского района было названо селом Гарытапа.

## География и климат
Село Гарытапа входит в состав Кагарцинского сельского административно-территориального округа Ходжавендского района, при этом в состав этого сельского административно-территориального округа входит также и село Кагарци, которое является центром этого сельского административно-территориального округа. Село находится в предгорьях, в 17 км. от районного центра Ходжавенд и в 29 км. от города Ханкенди. Имеет площадь 576,99 га, из них 413,05 га сельскохозяйственные, 128,7 га лесные угодья. Река Ханашен протекает через пограничную зону села.
Климат села умеренно-субтропический, среднегодовая температура воздуха +10 градусов, температура июля колеблется от +18 до +22 градусов, максимальная температура достигает +37 градусов, в горах - +32 градуса. В январе температура достигает от -8 до -12 градусов, минимальная -17 градусов, а температура в горах достигает -26 градусов. Количество осадков 410-520 мм.

## История
До вхождения в состав Российской империи село Гаритапа входило в состав магала Варанда и Кочиз Карабахского ханства.
Епископ Армянской Апостольской церкви Макар Бархударянц описывал это село:
— «Церковь св. Просветителя расположена у северного подножия горы, на правом берегу реки. Жители переселились сюда из Сюника. Рядом с медным рудником почва богатая и плодородная, местный урожай тот же (особенно груши, яблоки и коконы), свежий воздух, приятная погода и вода. Долгая жизнь 85 лет. Церковь Пресвятой Богородицы, крыша деревянная, священник приходит из Кагарци, с которым считалось общее население сёл».
В советский период село называлось Параватумб и входило в состав Кагарцинского сельсовета Мартунинского района Нагорно-Карабахской автономной области (НКАО) Азербайджанской ССР.
2 сентября 1991 года на совместной сессии Нагорно-Карабахского областного и Шаумяновского районного Советов народных депутатов была принята Декларация о провозглашении Нагорно-Карабахской Республики в границах Нагорно-Карабахской автономной области (НКАО) и сопредельного Шаумяновского района Азербайджанской ССР.
26 ноября 1991 года Верховный Совет Азербайджанский Республики принял Закон "Об упразднении Нагорно-Карабахской автономной области Азербайджанской Республики". В этом Законе помимо упразднения Нагорно-Карабахской Автономной Области (НКАО), было постановлено также и переименование Мартунинского района в Ходжаведский. Решением Милли Меджлиса Азербайджанской Республики от 29 декабря 1992 года № 428 село Параватумб Ходжавендского района было названо селом Гарытапа. В настоящее время это село Гарытапа и входит в состав Кагарцинского сельского административно-территориального округа Ходжавендского района Азербайджана.
В результате Карабахского кофликта, село в начале 90-х годов ХХ-ого века попало под контроль непризнанной Нагорно-Карабахской Республики (НКР). Согласно административно-территориальному делению непризнанной республики находилось в составе Мартунинского района НКР и продолжалось называться Параватумб.
В феврале 2011 года президент непризнанной НКР Бако Саакян посетил Мартунинский район НКР, где встретился с председателями и населением сельских общин Гарытапа, Гагартси, Агкенд и Киш.
В результате Трёхстороннего Заявления вночь с 9 по 10 ноября 2020 года, подписанному по итогам 44-дневной войны, село перешло под контроль Российских миротворческих сил.
Весной 2021 года российские миротворцы передали от лица благотворительной организации «Русская гуманитарная миссия» в акушерско-фельдшерские пункты сёл Шушикенд и Гарытапа наборы медицинского оборудования для оказания первой медицинской помощи.
В результате боевых действий в сентябре 2023 года Азербайджан восстановил свой контроль над селом.

## Памятники истории и культуры
В селе и его окрестностях сохранились церковь Сурб Аствацацин, построенная в XVIII веке, церковь св. Григория Просветителя, остатки старого поселения IV—XIII веков, старое кладбище XIII века, на первом этаже школы находится старая часовня села, которую жители села называют «Жам» (арм. Ժամ). В селе также сохранился камень под названием «Агравакар» (арм. Ագռավաքար) с которым связана легенда.
В есть начальная школа (после дети продолжают обучение в школе села Кагарци), клуб (новый дом культуры построен в 2006 году), библиотека, медпункт и один магазин.

## Население
Большинство населения на 1989 год были армяне. В 2005 году в селе проживало 171 жителей, а в 2015 году — 140 жителей.
| Год       | 2005 | 2008 | 2009 | 2010 | 2015 |
| --------- | ---- | ---- | ---- | ---- | ---- |
| Население | 171  | 165  | 159  | 122  | 140  |

## Известные люди
Иван Константинович Шаумян (15 октября 1910, Параватумб, Шушинский уезд Елизаветпольской губернии — 25 октября 1992, Москва) — командир отделения взвода химической защиты 120-го стрелкового полка 69-й стрелковой дивизии 65-й армии Центрального фронта, сержант. Герой Советского Союза. Его именем названа школа в селе.